# Camilla von Hollay
Camilla von Hollay, nom de scène de Kamilla Hollay (née le 7 novembre 1899 à Budapest, morte le 9 février 1967 dans la même ville) est une actrice hongroise, ayant fait carrière en Hongrie et en Allemagne.

## Biographie
Kamilla Hollay est la fille de l'industriel Béla Hollay et son épouse Borbála Weigert. Après son diplôme en 1915, elle n'étudie pas la médecine, contre la volonté de ses parents, mais s'inscrit à l'école d'art dramatique de Szidi Rákosi. Elle débute à Székesfehérvár. Elle tient un rôle naïf dans la troupe d'Endre Almássy à Szeged et à Békésgyula.
Elle revient ensuite à Budapest avec des contrats avec le Budai Színkör et le Théâtre de la Gaieté pendant deux ans. Elle fait sa dernière apparition au théâtre en 1918. 
Elle obtient son premier rôle dans un film muet hongrois en 1913 et, à partir de 1916, elle apparaît plus fréquemment à l'écran. En 1920, elle est engagée par Corvin Filmgyár, mais plus tard, elle fonde son propre studio. Après de nombreux succès en Hongrie, elle part à l'étranger en raison de la situation économique difficile qui suit la Première Guerre mondiale et tente d'obtenir un rôle à Berlin. En 1922, elle vient en Allemagne pour jouer dans le film Das Feuerschiff. Elle prend alors de le nom de Camilla von Hollay. Elle apparaît dans plusieurs films allemands au cours des années 1920, mais avant même le début de l’ère du cinéma sonore, ses rôles sont de plus en plus insignifiants. En 1927, elle signe avec Phoebus Film, mais la compagnie fait aussitôt faillite à cause du scandale de l'affaire Lohmann.
En 1924, elle épouse le journaliste et auteur hongrois Jenő Szatmári à Berlin. Après quelques années à Berlin, elle et son mari retournent à Budapest dans les années 1930 et elle met fin à sa carrière d'actrice. Elle devient alors dramaturge et scénariste.
En 1952, son mari Jenő Szatmári, correspondant pour des journaux étrangers, est mis en prison. Elle déménage alors dans une ferme à Hajdúnánás. Sa santé se détériore, elle passe neuf mois dans l'isolement dans une clinique de Debrecen. Elle ne sait pas pour la mort de son mari en 1953. La même année, Hollay est autorisée à retourner à Budapest, mais comme elle n'a pas de parent, elle est placée dans un foyer social à Soroksár. Elle entre ensuite dans une maison de retraite pour d'anciens acteurs. Dans sa vieillesse, elle joue au théâtre de Mariska Jászai. Elle décède en 1967, ses cendres sont déposées au Nouveau cimetière municipal.

## Filmographie
- 1916 : János vitéz
- 1917 : Mire megvénülünk
- 1917 : Az elítélt
- 1917 : Tatárjárás
- 1917 : Siófoki történet
- 1917 : Az élet királya (en)
- 1918 : A Régiséggyüjtö
- 1918 : A Tüz
- 1918 : A csábító
- 1918 : Aphrodite
- 1918 : Casanova (de)
- 1919 : A leányasszony
- 1919 : A végrendelet
- 1919 : Midas király
- 1919 : Halcyone
- 1919 : Isten hozzád, szerelem!
- 1919 : Ki a gyöztes?
- 1919 : Éva
- 1919 : Kártyavár
- 1920 : A becstelen
- 1920 : Ámor
- 1920 : Újjászületés
- 1920 : Le Revenant
- 1921 : Diána
- 1921 : A falusi kislány Pesten
- 1921 : Szép Ilonka
- 1921 : Egy az eggyel
- 1921 : Lilike kalandjai
- 1921 : A Balaton leánya
- 1922 : A gyerekasszony
- 1922 : A szürkeruhás hölgy
- 1922 : Das Feuerschiff
- 1923 : La Boule de feu (de)
- 1924 : Rêve de bonheur
- 1924 : Der gestohlene Professor
- 1925 : Leidenschaft (de)
- 1926 : Die Wiskottens (de)
- 1926 : Die elf Schill'schen Offiziere
- 1926 : Herbstmanöver
- 1926 : Überflüssige Menschen
- 1926 : La Carrière d'une midinette
- 1926 : Madame ne veut pas d'enfants
- 1926 : La Dame de l'Archiduc (de)
- 1927 : Erinnerungen einer Nonne (de)
- 1927 : Potsdam, das Schicksal einer Residenz
- 1927 : Einbruch
- 1927 : Les Tisserands
- 1927 : Das Mädchen von der Heilsarmee
- 1927 : Gehetzte Frauen (de)
- 1927 : Au bout du monde
- 1927 : Der fröhliche Weinberg
- 1927 : Der Fahnenträger von Sedan
- 1928 : Die Pflicht zu schweigen
- 1928 : Der Biberpelz (de)
- 1928 : Wenn die Mutter und die Tochter...
- 1928 : Die Rothausgasse
- 1928 : Rasputins Liebesabenteuer
- 1928 : La Sainte et son fou
- 1928 : Der Raub der Sabinerinnen (de)
- 1928 : Immoralité
- 1928 : Anastasia, die falsche Zarentochter (de)
- 1929 : Waterloo
- 1929 : Die seltsame Vergangenheit der Thea Carter (de)
- 1930 : Conte blanc
- 1930 : Die zärtlichen Verwandten (de)
- 1930 : Die Csikosbaroneß
- 1930 : Zapfenstreich am Rhein
- 1930 : Tingel-Tangel